# Oxytorus isabellae
Oxytorus isabellae är en stekelart som beskrevs av Ian D. Gauld och Mallet 2000. Oxytorus isabellae ingår i släktet Oxytorus och familjen brokparasitsteklar. Inga underarter finns listade i Catalogue of Life.